# 阿哈爾州
阿哈尔州是土库曼斯坦的五个州之一，位于该国中南部，沿着克佩特山脉与伊朗和阿富汗接壤，面积为97,160平方公里。截止2005年，阿哈尔州人口总数达939,700人。

## 概述

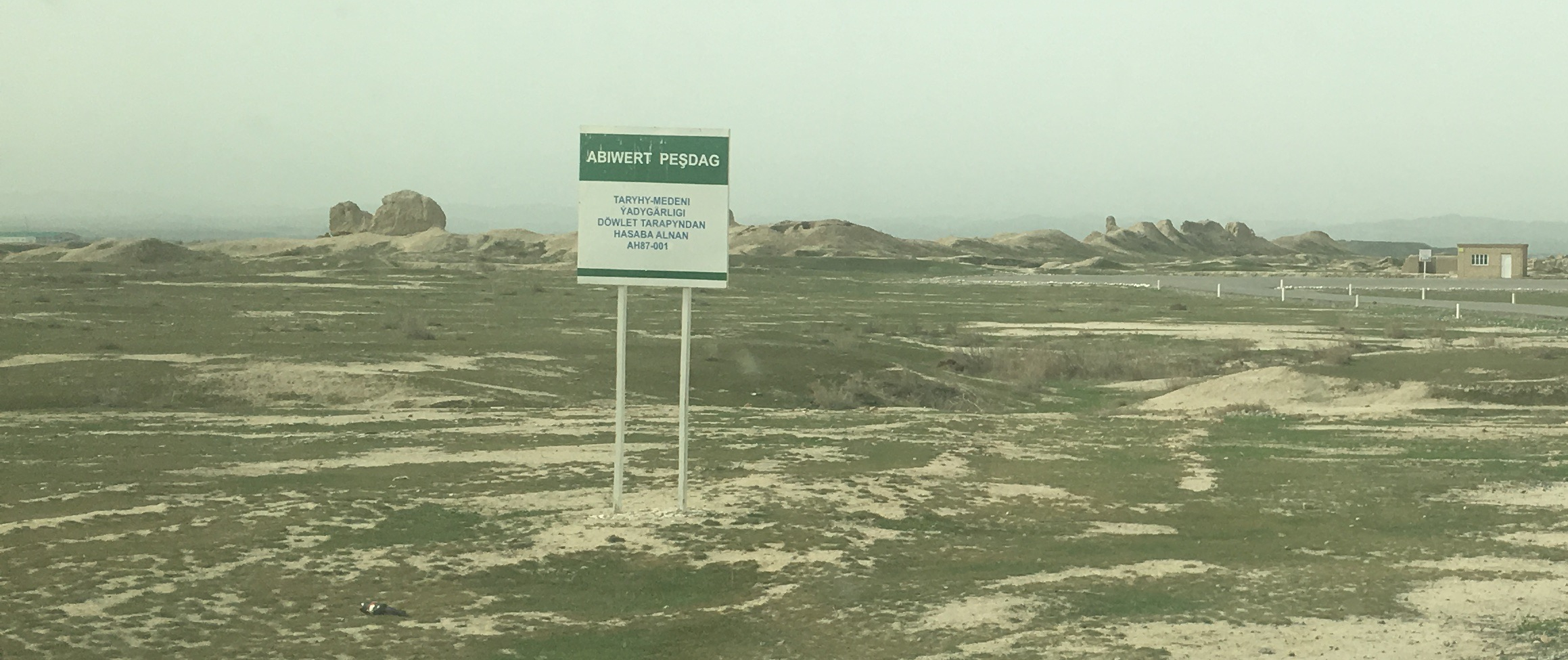
土库曼斯坦阿哈尔州阿比韦特遗址

据2000年统计，阿哈尔州占土库曼斯坦全国人口的14%，占就业总人数11%，农业产值的23%（以价值计算），工业总产值的31%。
阿哈尔州的农业主要有两个灌溉水源。一是卡拉库姆运河，它沿着土库曼斯坦的南部边界，从东到西贯穿阿哈尔州；另一个是捷詹河，它从阿富汗境内向北流入阿哈尔州东南角，流经捷詹市以南的两个大型水库。
萨帕尔穆拉特哈吉清真寺是阿哈尔州的著名古迹，该清真寺为了纪念1881年盖奥克泰佩战役，建设在了战役爆发地点上。。
阿哈尔州的首府是安納烏（Anau或Änew），位于阿什哈巴德东南郊。捷詹是该州另一著名城市，在东南部靠近馬雷州边界上。土库曼斯坦全国最大城市阿什哈巴德被阿哈尔州所包围，但作为国家首都，阿什哈巴德由国家直辖，不属于阿哈尔州管辖范围。现在，阿哈尔州正在盖奥克泰佩（Gökdepe）东部投资15亿美元建设新的行政中心，完成后它将代替安納烏成为阿哈尔州首府。

## 历史

### 古代
从古代到19世纪早期，该地区始终由波斯语民族占据。位于阿什哈巴德市区范围内的尼萨是安息帝國的首个首都，可能诞生于公元前三世纪。从克佩特山脈流下的许多径流在山脉北边形成了一片绿洲，故大约从公元前2000年到公元1500年，丝绸之路商队路线都经过此处。

### 土库曼时期
英国中尉斯图尔特（H.C.Stuart）曾于1881年报告，土庫曼人帖克部族的分支阿哈尔帖克人于1830年左右抵达该地区，并在现在的谢尔达尔市（Serdar）和盖尔韦斯村（Gäwers）一带建立了几个半游牧村庄（auls）。法理上，阿哈尔地区属于波斯领土，但事实上始终由土库曼部落控制自治，直到俄罗斯军队在1881年1月的盖奥克泰佩战役击败了帖克军队，控制了这一地区。

### 苏联时期
这一地区在苏联时期名为土库曼阿什哈巴德州（俄语：Ашхабадская область)，最初成立于1939年11月21日，于1959年5月25日废除，又于1973年12月27日重组。1977年阿什哈巴德州被授予列宁勋章。

### 土库曼斯坦独立后
1992年12月14日，独立后的土库曼斯坦人民委员会通过了第783-ХП号法“关于决定土库曼斯坦行政领土结构问题的顺序”和XM-6号决议。这些法规将一级行政区划从俄语单词“州”(область，在土库曼语西里尔文中写作“област”）更改为波斯语借词“地区”（welaýat，也可译为“省”或“州”）。该决议将阿什哈巴德州（俄语：Ашгабатская область，土库曼语西里尔文：Ашгабат областы）更名为阿哈尔州（Ahal welaýaty）。安纳乌被指定为阿哈尔州的首府。

## 词源
“阿哈尔”（Ahal）一词含义尚不明确。希瓦汗国的历史学家认为这个词意为“排水沟”，因为阿哈尔地区的田地多沼泽，适合耕种水稻。也有人称这个词来自土库曼语单词“ak”，意为白色，加上后缀“-al”。

## 行政区划

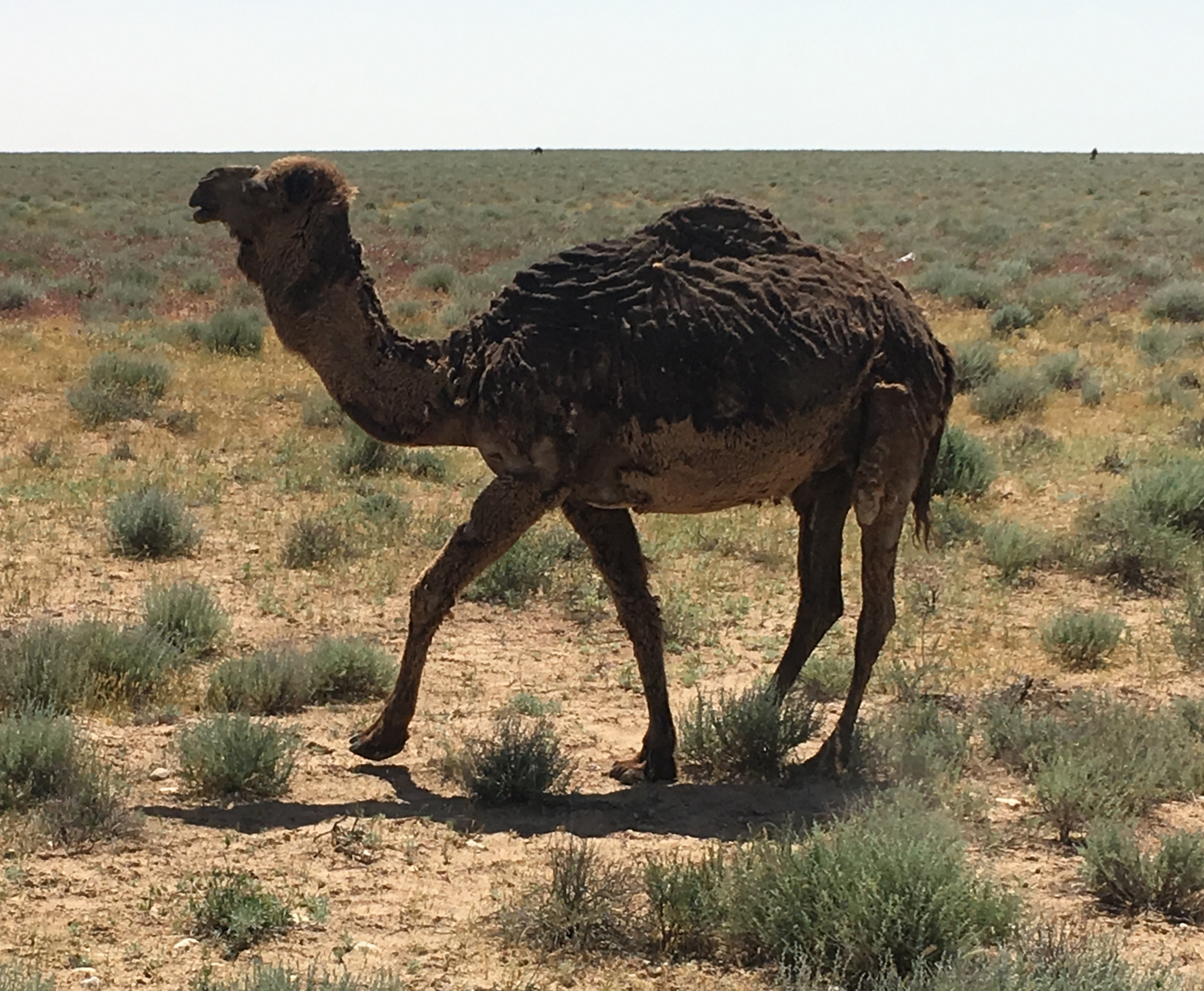
骆驼在阿哈尔州的卡拉库姆沙漠漫游

### 区
自2018年1月5日起，阿哈尔州（Ahalwelaýaty）被细分为7个区（etrap，复数etraplar）：
1. 阿克布格达伊（Akbugdaý），原名盖尔韦斯（Gäwers）
2. 巴巴达伊汗（Babadaýhan），原名基洛夫（Kirov）
3. 巴赫尔坚（Bäherden），原名巴哈尔里（Baharly）
4. 格克德佩（Gökdepe）
5. 卡卡（Kaka）
6. 萨拉斯（Sarahs)
7. 捷詹（Tejen）

### 自治市
截至2017年1月1日，该州包括8个城市（俄语：города，土库曼语：şäherler）、9个城镇（俄语：посёлки，土库曼语：şäherçeler）、89个乡村或村庄地方议会（俄语：сельскиесоветы，土库曼语：geňeşlikler）和235个村庄（俄语：сельские населенные пункты，土库曼语：obalar）。
在下面列表中，唯一具有区级行政级别的城市以粗体显示：
- 阿爾卡達格（首府）
- 阿尔金阿西尔
- 安納烏
- 巴巴达伊汗
- 巴赫尔坚
- 吉奥克杰佩
- 卡卡
- 萨拉斯
- 捷詹

自2013年5月起，鲁哈巴特区和阿巴丹市从阿哈尔省并入阿什哈巴德市，不再作为独立市。2018年1月，重新设立了阿哈尔省的巴巴达伊汗区，恢复巴哈尔里地区原名巴赫尔坚，并重新明确了卡卡、捷詹、萨拉斯的区级地位，废除了阿尔金阿西尔区。

## 经济

### 农业

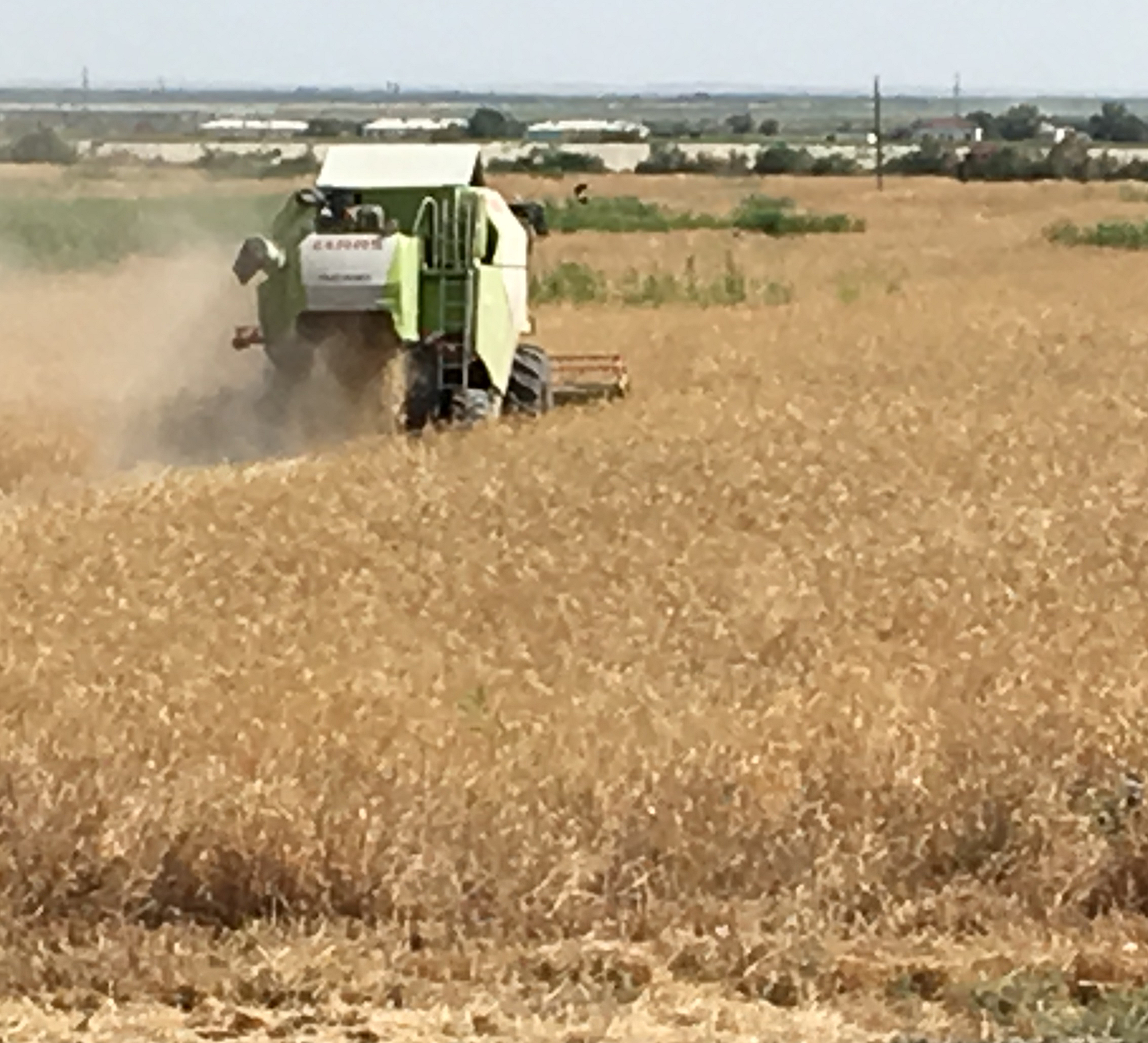
科乐收牌联合收割机在阿哈尔州收割小麦

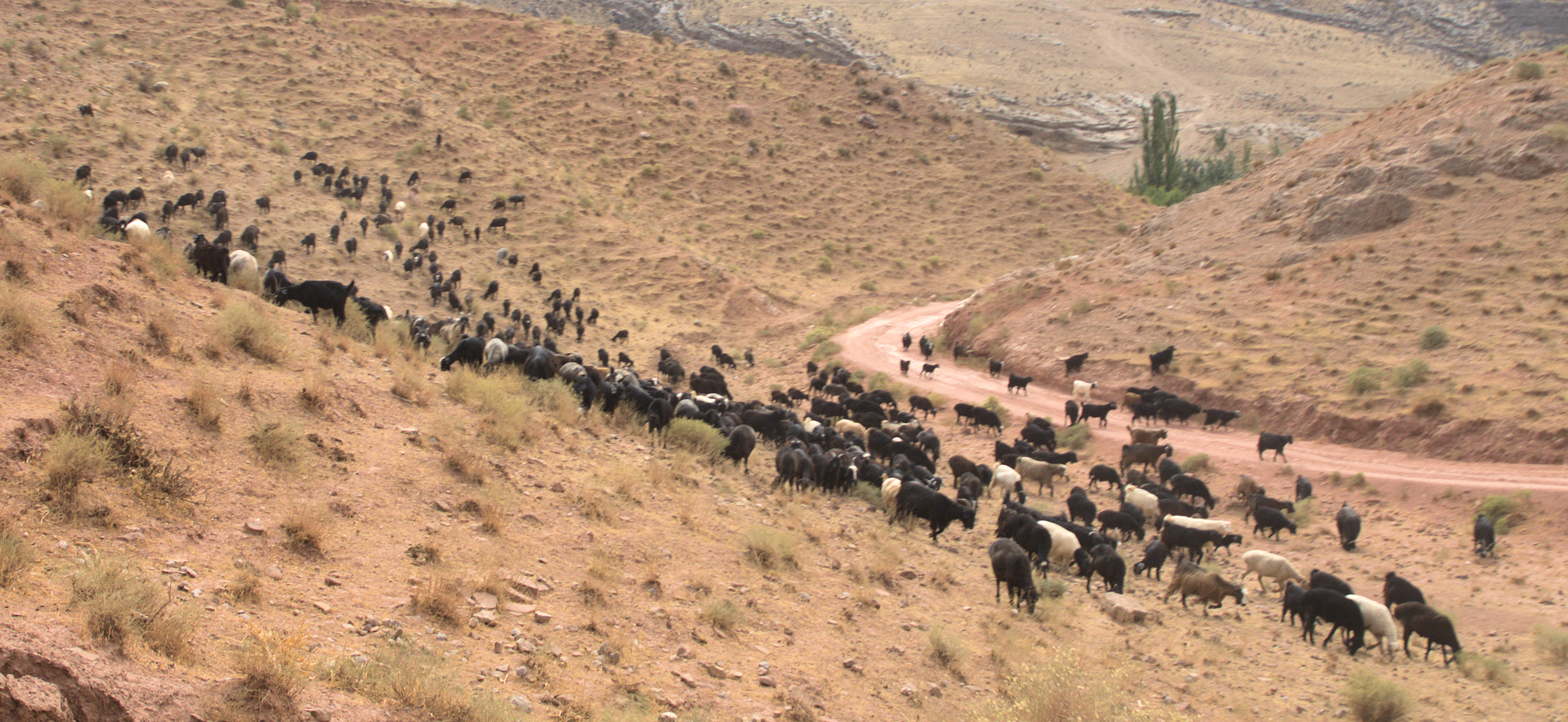
一群山羊和绵羊在阿哈尔州的山坡上吃草

阿哈尔州生产小麦和棉花。阿哈尔州所产棉花在巴哈尔登、格克德佩、卡卡、捷詹的制造厂轧花，在阿什哈巴德、格克德佩和卡卡的工厂纺成棉纱。纺织综合体在阿什哈巴德、巴哈尔登、格克德佩、卡卡兴建起来。棉籽在奥万丹迪佩附近的阿哈尔植物油企业工厂压碎以提取棉籽油和棉粕。
阿哈尔植物油企业工厂于2010年5月17日建成投产，设计产能为年加工棉籽9.6万吨，日产棉籽油50吨、人造黄油10吨、棉粕140吨、大豆皮70吨。
| 阿哈尔州2017-2019年部分作物面积和产量 |                |                |                |              |              |              |
|                                       | 面积（千公顷） | 面积（千公顷） | 面积（千公顷） | 产量（千吨） | 产量（千吨） | 产量（千吨） |
|                                       | 2017           | 2018           | 2019           | 2017         | 2018         | 2019         |
| 谷物和豆类                            | 240.8          | 216.0          | 219.6          | 491.1        | 345.4        | 504.6        |
| 棉                                    | 120.0          | 120.0          | 120.0          | 246.7        | 232.1        | 222.5        |
| 蔬菜                                  | 7.6            | 7.0            | 7.1            | 227.4        | 223.1        | 233.5        |

### 工业
2019年6月28日，天然气生产汽油工厂在格克德佩区的奥万丹迪佩投入使用，耗资17亿美元，由土耳其列涅桑斯股份和日本川崎重工使用丹麦Haldor Topsoe公司的技术建造，设计产能为每年60万吨汽油、12,000吨柴油、115,000吨液化石油气，可处理17亿立方米天然气。
2019年，土库曼斯坦全国生产了510万标准平方米平板玻璃（4毫米厚），生产全部在阿哈尔州进行。2018年2月14日，由土耳其Tepe Inşaat公司建造，价值3.75亿美元的浮法玻璃和玻璃容器工厂在阿什哈巴德以北的奥万丹迪佩开业，它取代了阿什哈巴德市中心的苏联时代玻璃工厂。据贸易伙伴报告，2019年，土库曼斯坦玻璃出口价值为950万美元。
在奥万丹迪佩附近的阿什哈巴德-达沙古兹汽车高速公路上22公里处，有一家名为土库曼钢铁产品国家企业（英語：Turkmen Iron Products State Enterprise)的钢铁冶炼厂在此运营废金属回收加工业，主要生产螺纹钢和槽钢。
2005年3月18日，捷詹尿素工厂落成，耗资2.4亿美元，设计产能为每年35万吨尿素。
2005年，巴哈尔登水泥厂投产，设计产能为每年100万吨水泥。据报道，2019年巴哈尔登工厂的产能利用率为64%。
同样，阿哈尔州的克里特水泥厂的设计产能为每年100万吨，但在2019年实际产能仍为该水平的8.1%。
电力方面，达瓦札国家电力站于2015年建成，位于奥万丹迪佩附近，功率为504.4兆瓦。阿哈尔国家发电站，位于安納烏东北约9公里处，设计功率为650兆瓦，于2010年建成为阿什哈巴德市供电，并于2013年和2014年扩建为奥运村供电。
| 阿哈尔州2017-2019年部分工业品生产情况 |         |         |         |
|                                       | 2017    | 2018    | 2019    |
| 电（万千瓦时）                        | 5,100.3 | 5,219.7 | 4,936.4 |
| 凝析气（千吨）                        | 71.2    | 50.0    | 53.4    |
| 天然气（十亿立方米）                  | 11.7    | 10.9    | 10.9    |
| 汽油（千吨）                          | -       | -       | 74.5    |
| 矿物肥料（千吨，以NPK计）             | 89.2    | 92.8    | 81.8    |
| 水泥（千吨）                          | 1,131.3 | 984.6   | 733.3   |
| 平板玻璃（百万平方米，4毫米标准厚度） | -       | 4.4     | 5.1     |
| 砖块（百万）                          | 36.4    | 38.2    | 31.6    |
| 棉绒（千吨）                          | 60.7    | 33.6    | 60.8    |
| 棉线团（千吨）                        | 20.0    | 19.6    | 21.6    |
| 棉织物（百万平方米）                  | 25.9    | 23.8    | 31.8    |

### 政府设施
奥万丹迪佩监狱位于奥万丹迪佩农村地方议会所在地西北约30公里处。土库曼斯坦国家航天局与土库曼宇宙52.00E卫星通讯地面站位于阿什哈巴德市区以北约6公里处，靠近P-1高速公路。

## 人物
- 库尔班古力·别尔德穆哈梅多夫
- 努尔穆罕默特·哈纳莫夫
- 贝尔迪·克尔巴巴耶夫
- 萨帕尔穆拉特·尼亚佐夫

## 延伸阅读
- 帖克人
- 达瓦扎气坑
- OpenStreetMap Wiki：阿哈尔州
- OpenStreetMap Wiki：土库曼斯坦的地区